# Viroqua (zoologia)
Viroqua Peckham & Peckham, 1901 è un genere di ragni appartenente alla famiglia Salticidae.

## Etimologia
Il nome probabilmente deriva dalla città di Viroqua, città del Wisconsin, non molto lontana da Milwaukee, dove i coniugi Peckham lavoravano. Non è l'unico genere da loro scoperto ad avere questa caratteristica.

## Distribuzione
L'unica specie oggi nota di questo genere è stata rinvenuta in Australia.

## Tassonomia
A dicembre 2010, si compone di una specie:
- Viroqua ultima (L. Koch, 1881)[2] — Australia